# Abdulláh Abdulláh
Abdulláh Abdulláh (* 5. září 1960, Kábul, Afghánistán) byl hlavou vlády Afghánistánu. V minulosti byl poradcem a blízkým přítelem zavražděného vojevůdce Ahmada Šáha Masúda. Po pádu Tálibánu zastával funkci ministra zahraničí.

## Vzdělání
Abdulláh vystudoval medicínu na univerzitě v Kábulu, specializoval se na oční lékařství.

## Politické působení
V letech 2001 až 2005 zastával funkci ministra zahraničí.

### Prezidentské volby 2009
Úřad prezidenta země se poprvé pokusil získat v roce 2009, kdy byl jeho hlavním protivníkem prezident Hámid Karzaj. V prvním kole dostal zhruba 31 % hlasů, zatímco Karzaj téměř 50. Volby provázela řada podvodů a nedemokratických postupů. Abdulláh se tak druhého kola, z nějž měl vzejít nový prezident, odmítl zúčastnit. Volba přesto nebyla zrušena a Karzaj byl na dalších pět let potvrzen ve funkci.

### Prezidentské volby 2014
Dubnové první kolo prezidentské volby Abdulláh vyhrál. Druhé kolo, které mělo rozhodnout mezi ním a druhým v pořadí Ašrafem Ghaním, se odehrálo v červnu. Za vítěze se však poté s odkazem na volební podvody prohlásili oba kandidáti. Americký ministr zahraničí John Kerry pak přislíbil revizi osmi milionů hlasovacích lístků pod dohledem OSN.
V září 2014 se oba kandidáti dohodli na rozdělení moci s tím, že Ghaní se stane prezidentem a Abdulláh získá nově vytvořenou funkci „výkonného premiéra" s rozšířenými pravomocemi.
Afghánská volební komise poté Ghaního prohlásila za vítěze prezidentských voleb. Připustila přitom hrubé nedostatky ve volebním procesu. Podle zdrojů agentury AP ve volbě zvítězil Ghaní ziskem 55 procent hlasů.